# Districtul Magrane
Magrane este un district din provincia El Oued, Algeria.